# Liz Cheney
Elizabeth Lynne Cheney, dite Liz Cheney, née le 28 juillet 1966 à Madison (Wisconsin), est une femme politique américaine, membre du Parti républicain.
Fille de Dick Cheney, vice-président des États-Unis de 2001 à 2009, elle est élue à la Chambre des représentants des États-Unis pour le Wyoming à partir de 2016. Très critique envers Donald Trump, elle est battue aux primaires républicaines de 2022, perdant ainsi son mandat parlementaire.

## Biographie

### Enfance et études
Elizabeth Lynne Cheney, fille aînée de Dick Cheney et de Lynne Vincent, est née le 28 juillet 1966 à Madison dans le Wisconsin. Elle a une sœur cadette, Mary. Leurs parents sont membres du Parti républicain et engagés en politique. Lynne est présidente de la Fondation nationale pour les sciences humaines de 1986 à 1993, tandis que Dick est chef de cabinet de la Maison-Blanche de l'administration Ford de 1975 à 1977, secrétaire à la Défense des États-Unis de l'administration H. W. Bush de 1989 à 1993, PDG de la multinationale pétrolière Halliburton, et enfin vice-président des États-Unis de l'administration G. W. Bush de 2001 à 2009.
Liz Cheney grandit à Casper dans le Wyoming. Elle étudie au Colorado College puis à la faculté de droit de l'université de Chicago, avant de devenir avocate dans le nord de la Virginie.

### Carrière à Washington
Le père de Liz Cheney, Dick, est élu vice-président des États-Unis aux côtés de George W. Bush en novembre 2000. En mars 2002, elle est nommée deputy assistant du bureau du Proche-Orient du département d'État. À ce poste, elle est chargée de la promotion de la libéralisation de l'économie et des intérêts économiques américains dans la région.
Après son départ du gouvernement, Liz Cheney fonde l'association nationaliste Keep America Safe, qui vise notamment à attaquer les avocats des détenus du camp de Guantánamo, qui manquent selon elle de loyauté à l'égard des États-Unis. 
En 2012, elle rejoint la chaîne d'information conservatrice Fox News comme analyste politique et animatrice remplaçante.

### Retour dans le Wyoming

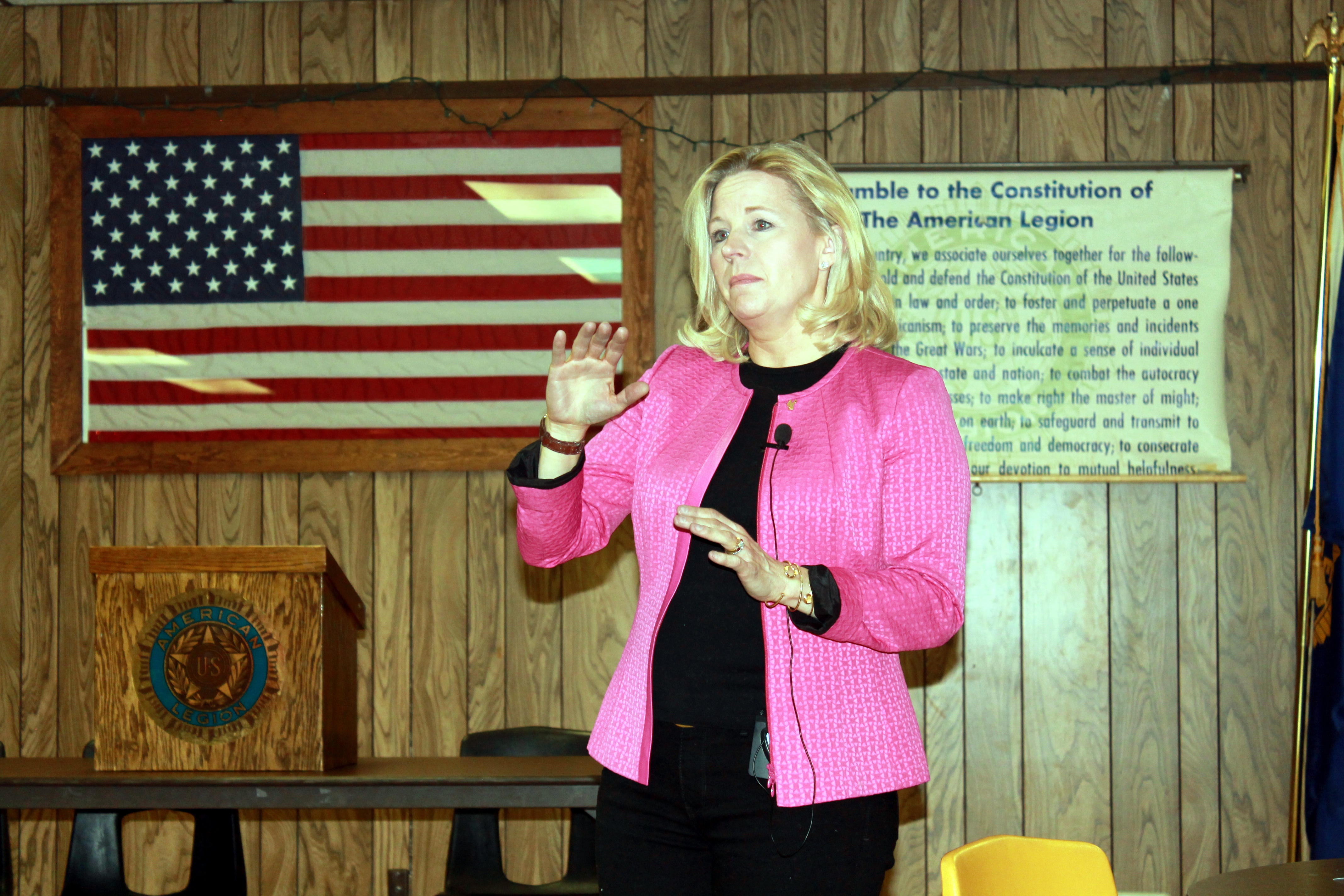
Liz Cheney lors de sa campagne sénatoriale en 2013.

À l'automne 2012, Liz Cheney quitte McLean, la banlieue de Washington, pour s'installer à Jackson Hole dans l'ouest du Wyoming. Le 16 juillet 2013, elle annonce sa candidature au Sénat des États-Unis face au républicain sortant Mike Enzi. Jugeant nécessaire de faire émerger une nouvelle génération de politiciens, elle critique Enzi et son habitude de travailler au-delà des clivages partisans. Enzi la considère comme une parachutée et lui reproche de ne pas être assez conservatrice. Soutenu par de nombreux sénateurs républicains, il est donné largement gagnant par les rares enquêtes d'opinion,. Durant la campagne, elle fait la une de la presse locale et nationale en se disputant publiquement à propos du mariage homosexuel — auquel elle s'oppose — avec sa sœur, Mary Cheney, mariée à une femme,,,. En janvier 2014, elle renonce à l'élection, invoquant les problèmes de santé de ses enfants,.

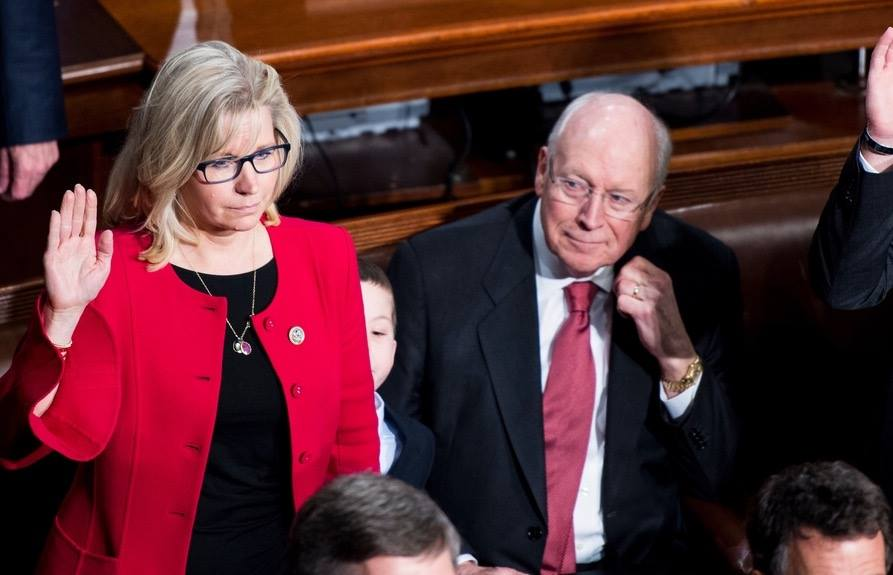
La prestation de serment de Liz Cheney en 2017.

En 2016, Liz Cheney se présente à la Chambre des représentants des États-Unis. Elle compte succéder à la républicaine Cynthia Lummis à un poste que son père occupait dans les années 1980. Elle reçoit d'importants soutiens politiques — notamment George H. W. Bush et George W. Bush — et financiers, elle lève dix fois plus de fonds que ses trois plus proches opposants républicains réunis. Aidée par son nom célèbre, elle arrive en tête des sondages (malgré une forte proportion d'indécis) et est considérée favorite pour remporter la primaire républicaine. Elle arrive en tête de la primaire avec 40 % des voix devant le sénateur Leland Christensen et le représentant d'État Tim Stubson. Dans un État profondément conservateur, son élection semble dès lors acquise. Le 8 novembre, elle est élue représentante avec 62 % des suffrages.
Elle est réélue avec environ 64 % des voix en 2018. Après les élections, Cheney est désignée à l'unanimité présidente de la conférence républicaine, désormais minoritaire à la Chambre. Ce poste, le troisième dans la hiérarchie républicaine, avait été occupé par son père dans les années 1980. Elle s'occupe notamment du message du parti et des relations entre les membres du groupe,. Au printemps 2019, Enzi annonce qu'il ne sera pas candidat aux élections sénatoriales de 2020, de nombreux observateurs politiques s'attendent alors à une candidature de Cheney. Elle choisit cependant de rester à la Chambre des représentants et est réélue avec 68,7 % des suffrages.

### Soutien puis critique de Donald Trump
Lors de l'élection présidentielle de 2016, Liz Cheney soutient Donald Trump contre Hillary Clinton, qu'elle qualifie de « criminelle ». Néoconservatrice, Liz Cheney est cependant sur une ligne bien différente du milliardaire sur les questions internationales, ce dernier s'étant montré critique de la politique de la présidence de Bush fils en la matière. Trump l'emporte. Durant son mandat, les votes de Liz Cheney à la Chambre des représentants suivent la ligne présidentielle, hormis ce qui concerne la politique étrangère.
Candidat à sa réélection, le président sortant est battu en novembre 2020. Le 13 janvier 2021, après l'assaut du Capitole par des partisans de Donald Trump, qui fait cinq morts et des dizaines de blessés, la Chambre des représentants approuve la mise en accusation de Donald Trump pour « incitation à l'insurrection ». Troisième par ordre d'importance parmi les représentants républicains, Liz Cheney fait partie des dix républicains qui se joignent aux démocrates pour voter l'impeachment du président,,.
La veille, elle avait déclaré à propos de l'émeute : « Le 6 janvier 2021, une foule violente a attaqué le Capitole des États-Unis pour entraver le processus de notre démocratie et arrêter le décompte des votes des élections présidentielles. Cette insurrection a causé des blessures, des morts et des destructions dans l'espace le plus sacré de notre République. Le président des États-Unis a convoqué cette foule, a rassemblé la foule et a allumé la flamme de cette attaque. Tout ce qui a suivi était de son fait. Rien de tout cela ne serait arrivé sans le président. Le président aurait pu intervenir immédiatement et avec force pour faire cesser la violence. Il ne l'a pas fait. Il n'y a jamais eu de plus grande trahison par un président des États-Unis de sa fonction et de son serment à la Constitution. Je voterai pour mettre le président en accusation,,,,,. » Avant l'assaut, le président américain l’avait prise pour cible nommément, déclarant : « Nous devons nous débarrasser des membres du Congrès qui sont faibles, de ceux qui ne sont pas bons… des gens comme Liz Cheney. »
Après ce vote, des élus de la droite du parti appellent à son retrait de la direction du groupe parlementaire, ce qu'elle exclut. Le 4 février 2021, le groupe républicain vote à bulletin secret sur son maintien au sein de la hiérarchie du groupe ; 145 représentants votent en sa faveur contre 60 qui soutiennent son retrait de la direction républicaine. En dehors du Congrès, son vote lui vaut d'être réprimandée par un comité républicain du Wyoming et lui attire une adversaire pro-Trump pour sa prochaine élection, en 2022. Le 12 mai 2021, elle est finalement révoquée de sa place de numéro trois du groupe républicain à la Chambre des représentants (chair of the United States House of Representatives Republican Conference) par les représentants du parti. Elle participe durant l'été 2021 aux auditions de la commission d'enquête sur l’invasion du Capitole, ce qui est perçu comme une trahison par nombre de parlementaires de son parti. 
En vue des primaires d'août 2022, Liz Cheney est notamment opposée à Harriet Hageman, soutenue par Trump et donnée favorite. Ayant fait l'objet de menaces de mort, Liz Cheney ne participe à aucune réunion publique. Elle appelle les démocrates de l'État à la soutenir. En juillet, elle vote à leurs côtés en faveur du contrôle des armes à feu et de la protection du mariage homosexuel. Elle perd néanmoins la primaire avec un écart de 35 points, plus important que le score annoncé par les sondages,.
Le 20 janvier 2025, au dernier jour de sa présidence, Joe Biden lui accorde une grâce préventive, destinée à empêcher toute poursuite judiciaire de la part de l'administration Trump. Il en est de même pour tous les élus et fonctionnaires ayant participé à la commission d'enquête sur l'assaut du Capitole par des partisans de Donald Trump en janvier 2021.

## Positions politiques
Liz Cheney fait partie des « faucons » du Parti républicain, soutenant l’affirmation de la puissance des États-Unis et une diplomatie agressive. Elle se montre très virulente contre les démocrates, les accusant en 2019 d’être le « parti de l'antisémitisme, (…) de l'infanticide, (…) du socialisme ». Selon elle, le programme des démocrates se résumerait comme suit : « Ni Dieu, ni deuxième amendement, ni protection des bébés, ni liberté d'expression, ni liberté de religion, pas d'avions, pas de voitures, pas de vaches... »
Au cours de son mandat à la Chambre des représentants (2017-2023), elle devient de plus en plus critique contre Donald Trump et finit par annoncer avec son père, l'ancien vice-président républicain Dick Cheney, le 4 septembre 2024, son ralliement à la candidate démocrate Kamala Harris à l'élection présidentielle du 5 novembre. Elle s'affiche publiquement avec Harris lors d'un meeting électoral le 3 octobre 2024.
Le 2 janvier 2025, le président Joe Biden décore Liz Cheney de la médaille présidentielle de la citoyenneté.

## Vie privée
Liz Cheney est mariée à Philip Perry, ancien responsable juridique du département de la Sécurité intérieure, travaillant par la suite pour Monsanto dans un cabinet d'avocats. Le couple a cinq enfants.

## Dans la culture populaire
Liz Cheney est incarnée par Lily Rabe dans Vice d'Adam McKay (2018).

## Ouvrage
- Oath and Honor: A Memoir and a Warning, Little, Brown and Company, décembre 2023, 384 p. (ISBN 978-0316572064)